# Francesco Balbi di Correggio
Francisco Balbi di Correggio (né le 16 mars 1505 à Correggio dans la province de Reggio d'Émilie, et mort le 12 décembre 1589) est un militaire italien de la Renaissance.

## Biographie
Francisco Balbi di Correggio est un arquebusier italien qui a notamment servi dans le contingent espagnol lors du siège de Malte en 1565.
On sait peu de choses sur lui, sinon qu'il a tenu un journal durant le siège, publié peu de temps après. Il est ainsi le plus connu des témoins oculaires des évènements qui se sont déroulés lors du siège.